# Arthur (radar)

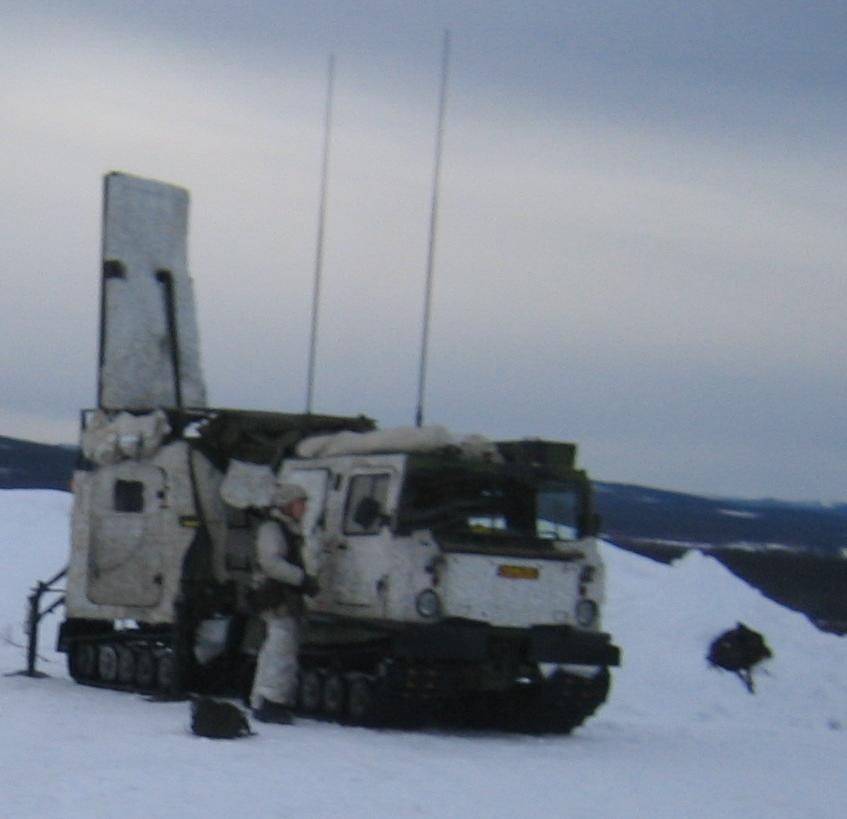
Vinterkamouflerad Arthur-enhet

Artillerilokaliseringsradar eller Arthur ("Artillery Hunting Radar") är ett artillerilokaliseringssystem utvecklat av Saab Microwave Systems (tidigare Ericsson Microwave Systems). Arthur är ett system som på kort tid lokaliserar fientligt artilleri eller leder det egna artilleriet. Systemet byggdes först upp på en Bandvagn 208, men senare har man även anpassat det för 13-fots ISO-containrar, som kan bäras av terrängfordon eller lastbilar med en lastkapacitet på minst 5000 kg. Systemet används bland annat av svenska-, norska- och brittiska försvarsmakten. Den svenska Arthur-enheten har utbildats vid Radarpluton på Sensorkompaniet vid Artilleriregementet i Boden. Runt 80 system finns. Omkring 20 används vid Koreas demilitariserade zon.

## ArtLokRRBv2091
Den svenska benämningen på bandvagnen är ArtLokRRBv 2091 och har plats för en besättning på fyra personer. En förare, en vagnchef, och två operatörer.

## Ukrainakriget
Den 10 oktober 2022 meddelade Ukrainas försvarsmakt att man mottagit ARTHUR från Storbritannien. Systemet skickades till 15 artillerispaningsbrigaden och sattes in i fronten nästan omedelbart.